# Rumo von Ramstein
Rumo von Ramstein war Abt des Klosters St. Gallen von 1274 bis 1281.
Der Mönch Rumo war Mitglied der Adelsfamilie der Herren von Ramstein. Im Kloster St. Gallen war er unter seinem Abt Berchtold von Falkenstein (1244–1272) Kämmerer, Küster und Dekan gewesen, bis er 1274 nach dem Tod Heinrichs III. von Wartenberg (1272–1274), des unmittelbaren Nachfolgers Bertholds, gegen Ulrich VII. von Güttingen (1272–1277) zum Abt gewählt wurde. Nach dem Tod Ulrichs fand Rumo allgemeine Anerkennung. Er veranstaltete einen wirtschaftlichen Ausverkauf der Abtei, Streitigkeiten mit den Appenzeller Klosteruntertanen und dem Klostervogt verschärften die Lage, so dass Rumo 1281 resignierte und gegen eine jährliche Pension von 100 Mark abgefunden wurde. Die auf den 15. Januar 1282 datierte Urkunde, die Höhe und Herkunft der Pension festlegt und die im Stiftsarchiv St. Gallen erhalten ist, gilt als früheste urkundliche Erwähnung des Appenzeller Käses, da dem Abt aus der Ortschaft Gais jährlich sechzig Käse im Wert von jeweils 8 Denaren zu liefern waren. Rumo starb irgendwann zwischen 1297 und 1303.